# كين كوفي
كين كوفي (بالإنجليزية: Ken Coffey)‏ هو لاعب كرة قدم أمريكية أمريكي، ولد في 7 نوفمبر 1960 في رانتول في الولايات المتحدة.

## وصلات خارجية
- كين كوفي على موقع مرجع كرة القدم المحترفة.كوم (الإنجليزية)